# Servidor del Pueblo (serie de televisión)
Servidor del Pueblo (en ucraniano: Слуга народу, trans. Sluhá narodu; en ruso: Слуга народа, trans. Slugá naroda) es una serie de televisión de sátira política ucraniana que se estrenó el 16 de noviembre de 2015. El personaje principal es Vasyl Petróvych Holoborodko (Volodímir Zelenski), un profesor de historia de secundaria que inesperadamente se convierte en presidente de Ucrania, después de que un vídeo, grabado por uno de su alumnos donde critica la corrupción del gobierno de Ucrania, se vuelve viral.
La serie fue producida por Kvartal 95, la cual fue fundada por Volodímir Zelenski. Se involucraría mucho más en la política ucraniana; el 31 de marzo de 2018, un partido político que lleva el nombre de la serie de televisión se registró en el Ministerio de Justicia. Además, Zelenski, quien interpretó al protagonista de la serie como el presidente de Ucrania, fue elegido presidente de Ucrania el 21 de abril de 2019.

## Reparto
- Vasyl Petróvych Holoborodko (Volodímir Zelenski): presidente de Ucrania, profesor de historia de secundaria.
- Yuriy Ivánovich Chuikó (Stanislav Boklán): primer ministro de Ucrania.
- Petro Vassilyevich Holoborodko (Viktor Saraykin): padre de Vasyl.
- Mariya Stefánovna Holoborodko (Nataliya Sumska): madre de Vasyl.
- Svetlana Petrovna Sajnó (Kateryna Kisten): hermana de Vasyl, ex primera diputada del servicio fiscal.
- Olha Yúriyivna Mishchenko (Olena Kravets): exesposa de Vasyl, directora del Banco Central, primera ministra interina.
- Serhiy Víktorovich Mujin (Yevhén Koshovy): ministro de Relaciones Exteriores.
- Mijáylo Ivánovich Sanin (Yury Krápov): ministro de Finanzas Públicas.
- Iván Andréyevich Skorik (Oleksandr Pikalov): ministro de Defensa, excapitán.
- Mijaíl Ashótovich Tasunyán (Myjáilo Fatalov): jefe del Servicio Secreto de Ucrania (SBU).
- Natasha Sajnó (Anna Koshmal): sobrina de Vasyl
- Anna Mijáilovna (Halyna Bezruk): novia de Vasyl

## Lanzamiento

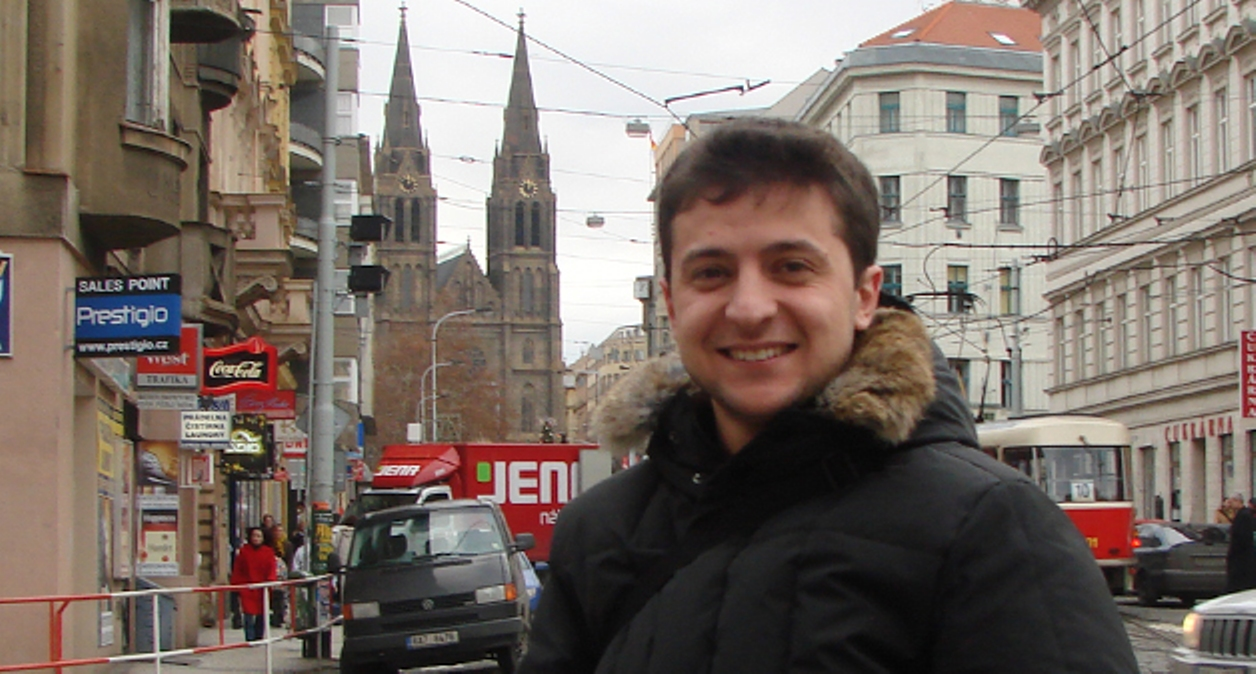
Volodímir Zelenski en Praga, 2009

Servidor del Pueblo se emitió en el canal 1+1 en Ucrania. El estudio también publicó todos los episodios de forma gratuita en YouTube. La serie también está disponible para streaming y descarga en Netflix en algunos países.
El canal de televisión bielorruso Belarus-1 empezó a retransmitir la serie en horario de máxima audiencia el 11 de noviembre de 2019.
El canal ruso TNT emitió sólo el episodio piloto de la primera temporada el 11 de diciembre de 2019, alegando que lo hizo como «un movimiento de mercadotecnia para dar a conocer la plataforma». TNT eliminó una escena del episodio en la que el presidente electo Holoborodko preguntó si el presidente ruso Vladímir Putin llevaba un reloj Hublot, un chiste que se refiere a un cántico anti-Putin en Ucrania.
España: El jueves 14 de abril de 2022 Telecinco emitió los dos primeros capítulos a las 22:00. Las tres temporadas completas están disponibles para España en Mitele plus y Netflix. Mediaset España tiene previsto emitir la serie íntegramente a nivel nacional y en abierto a través del canal FDF, de lunes a viernes a las 12:45. La película Servidor del Pueblo 2 en España está disponible de momento en Mitele plus y Netflix.

### Secuelas
Un largometraje titulado Servidor del Pueblo 2 fue lanzado en 2016. La segunda temporada usó imágenes de la película para expandir su trama, y fue lanzada en 2017. La tercera temporada fue lanzada en 2019.